# FFC Wacker München
Der FFC Wacker München (vollständiger Name: Frauenfußballclub Wacker München 99 e. V.) ist ein deutscher Frauenfußball-Verein aus München. Die erste Mannschaft spielt in der drittklassigen Regionalliga Süd. Mit mehr als 220 aktiven Spielerinnen in drei Frauen- und neun Mädchen-Mannschaften zählt der FFC Wacker München zu den größten Frauenfußballvereinen in Deutschland.

## Geschichte

### Die Anfänge als FC Wacker München
Der FFC Wacker ging 1999 aus der Frauenfußball-Abteilung des Traditionsvereins FC Wacker München hervor, wo die Frauenfußball-Abteilung 1970 mit der Aufhebung des Verbots für Damenfußball durch den DFB, im Herbst 1970, gegründet wurde. Unter dem alten Namen wurde 1991 erstmals die Bayerische Meisterschaft errungen. Dabei durchbrach Wacker die Siegesserie des Lokalrivalen, den FC Bayern München Frauen, welche zuvor die Meisterschaft von 1972 an, 19 Mal in Folge, gewannen. Der Gewinn der bayerischen Meisterschaft berechtigte an der Teilnahme zur Aufstiegsrunde zur 1. Frauen-Bundesliga. Mit nur 2 Siegen aus 6 Spielen, zog man jedoch den Kürzeren und verpasste den Aufstieg deutlich. Eine Saison später konnte Wacker den Coup wiederholen und qualifizierte sich als Meister Bayerns erneut für die Aufstiegsrunde. Dort traf man, unter anderem, auf den TSV Crailsheim, der 2-Mal besiegt werden konnte. Bis heute die einzigen beiden Siege gegen den Rivalen aus Baden-Württemberg. Mit 6 Siegen aus 6 Spielen stand am Ende der erstmalige Aufstieg in die 1. Frauen-Bundesliga. Die erste Saison im Oberhaus war nicht von Erfolg gekrönt und mit nur einem Sieg, 10 Unentschieden und sieben Niederlagen stieg Wacker als Vorletzter direkt wieder ab. Ein Kunststück das die Frauen von Wacker zwei Saisons später zu wiederholen wussten.
Nach dem Abstieg wurde Wacker erneut Bayerischer Meister und marschierte ohne Niederlage durch die Aufstiegsrunde – nur um dann direkt erneut abzusteigen. Diesmal tauschte man jedoch die Anzahl an Niederlagen mit denen der Unentschieden und konnte erneut nur einen Sieg aus 18 Spielen einfahren. Kurios: Beide Siege in der 1. Frauen-Bundesliga wurden auswärts erzielt.
In dieser erfolgreichsten Zeit der Vereinsgeschichte konnten die Frauen des Wacker zugleich auch 3 Mal den Landespokal gewinnen. Wie schon in der Meisterschaft löste man mit dem Gewinn des Landespokal 1992 die Dauersieger des FC Bayern ab. 1994 und 1996 konnte abermals der Landespokal gewonnen werden. Trotz der Pokalsiege '92 und 94' und der Aufstiege in die 1. Bundesliga der Frauen, nahm Wacker in den jeweiligen Spielzeiten, obwohl qualifiziert, nicht am DFB-Pokal teil. Erst mit dem Sieg im Landespokal 1996, spielte der Verein erstmals wieder im landesweiten Pokalwettbewerb. Es sollte zugleich die letzte Teilnahme für die kommenden 9 Jahre sein. Nach einem Sieg in der 1. Runde über den SC Klinge Seckach, verlor man in der 2. Runde, deutlich, gegen die SG Praunheim mit 0:12 und schied aus.
Im gleichen Jahr wechselte die damals erst 17-jährige Nadine Angerer vom 1. FC Nürnberg nach München zum FFC Wacker. Angerer blieb dem Verein bis nach der WM 1999 treu und wechselte dann zu den Frauen des FC Bayern. Ihr Weggang läutete gleichzeitig eine neue Ära für die Frauen des Wacker ein.

### Neugründung als FFC und die 2. Bundesliga
Nach dem Niedergang des Hauptvereins FC Wacker Mitte der 90er Jahre und den damit anhaltenden finanziellen Schwierigkeiten, entschied sich die Frauenfußball-Abteilung dazu, sich selbständig zu machen. Am 5. Juni 1999 war es so weit, und der FFC Wacker München war geboren. In Anlehnung an den alten Verein, behielt der neue Klub den Stern im Vereinswappen, bei. Wenige Wochen später verließ Nadine Angerer den Verein in Richtung FC Bayern München.
Ohne Angerer und nach einigen Jahren in der Oberliga Bayern gelang unter Trainer Norbert Düwel, den man zur Saison 2002/03 unter Vertrag nahm, der Aufstieg in die Regionalliga Süd. Zur Winterpause auf Platz 9 liegend, verpflichtete Wacker die Französin Helene Brevart aus den eigenen Reihen und in der Rückrunde die Schweizer Nationalspielerin Kathrin Lehmann. Als 7. Platzierter schaffte Wacker den direkten Aufstieg in die neu geschaffene 2. Bundesliga. Im Sommer verstärkte sich die Mannschaft unter anderem mit der U-19 Nationalspielerin Angelika Feldbacher, Anna-Maria Thoma und Ines Ortner-Bach die beide vom Lokalrivalen FC Bayern München wechselten. Die beiden Treffer beim 2:1 Auftaktsieg gegen die 2. Mannschaft des 1. FFC Frankfurt erzielten Katharina Lanzer und Janine Maier. Am Ende der Premierensaison in der 2. Bundesliga stand für die Elf von Trainer Düwel ein 5. Tabellenplatz. Zugleich trat Wacker erstmals nach 9 Jahren wieder im DFB-Pokal an und scheiterte dort an Lok Leipzig mit 1:4. Den Ehrentreffer für Wacker erzielte Maria Breitenberger. Nach der Saison trennte sich der Verein überraschend von Norbert Düwel und Wilhelm Link übernahm die Mannschaft.
Unter dem neuen Trainer Link spielte Wacker stets gegen den Abstieg. Der Tiefpunkt schien erreicht als die Mannschaft am Ende der Spielzeit 2007/08 nur knapp, um einen Punkt, der Abstiegsrelegation entging. Auf Link folgte zur Saison 08/09 Thorsten Zaunmüller. Doch auch unter seiner Regie lief es ebenfalls nicht besser. Zum Ende seiner Amtszeit stand der Abstieg in die Regionalliga. Obwohl man im April 2010 die ehemalige Torhüterin Kathrin Lehmann wieder verpflichten konnte, unterlag Wacker nach Hin- und Rückspiel Holstein Kiel mit 0:1 in der Relegation.

### Achterbahn in der Regionalliga
Mit dem Abstieg in die Regionalliga Süd begann eine Achterbahnfahrt für den Verein, die knapp 10 Jahre später in den Abstieg in die Bayernliga münden sollte.
Dem neuen Trainer Thorsten Just war es vorbehalten, den direkten Wiederaufstieg in die 2. Liga anzugehen. Dabei konnte er im Kern auf die angestammte Elf aus dem Vorjahr zurückgreifen. Das Ziel Wiederaufstieg wurde am Ende mit dem 3. Tabellenplatz und 6 Punkten Rückstand auf den ETSV Würzburg deutlich verpasst. Ein Jahr später, unter dem neuen Trainer Stefan Schubert, entging der FFC mit Platz 9 nur deswegen dem Abstieg, weil der RSV Roßdorf sich aus der Liga zurückzog. 2012/13 stellte Wacker die Tabelle noch einmal auf den Kopf und schaffte erneut Platz 3. Großen Anteil daran hatte die Deutsch-Griechin Christina Kokoviadou mit 16 Treffern. Sie ist damit bis heute eine der erfolgreichsten Torschützinnen einer Saison des FFC. Im gleichen Jahr erreichte Wacker erstmals wieder das Bayerische Pokalfinale, wo man am Ende dem SV 67 Weinberg mit 1:3 unterlegen war. Da Weinberg aber bereits als Aufsteiger in die 2. Bundesliga feststand, durfte der FFC aus München an der 1. Runde des DFB-Pokals teilnehmen. Die 1:4-Niederlage gegen SC 07 Bad Neuenahr in der 1. Runde war zugleich der Auftakt zu einer ähnlich schlechten Saison wie bereits 2009/10. Mit nur 4 Siegen und 20 Punkten konnte der FFC gerade noch so einen Abstiegsplatz vermeiden. In der darauffolgenden Saison wusste Wacker noch ein letztes Mal die Tabelle umzudrehen und landete am Ende überraschend auf dem 2. Platz. Das beste Abschneiden in der Regionalliga überhaupt. Mit 15 Punkten Rückstand auf Wetzlar war der Abstand zum Aufstieg am Ende aber deutlich.
In den Folgejahren versank Wacker dann aber endgültig im unteren Tabellendrittel der Regionalliga. In diese Phase hinein fiel mit dem Sieg im Landespokal 2017 der erste Titel für den Klub seit dem Gewinn der Bayerischen Meisterschaft 2003. Mit Losglück traf man in den ersten Runden stets auf unterklassige Gegner, ehe es im Finale gegen den Ligarivalen ETSV Würzburg ging. Nach einer torlosen ersten Halbzeit sorgten Matilda Ford (72.) und Bernadett Angstwurm (82.) für den 2:1-Sieg.
Noch während der Saison 2017/18 musste der langjährige Trainer Schubert, nach internen Zerwürfnissen, Ende April seinen Hut nehmen. Mit ihm ging die langjährige Kapitänin Caroline Rieger, welche bis zu diesem Zeitpunkt weit über 150 Spiele für Wacker bestritten hatte. Mittelfeldspielerin Sarah Schaible übernahm offiziell das Traineramt von Schubert bis Saisonende. Zur neuen Saison kam Christian Kaufmann als Trainer. Bedingt durch Abgänge, so verließ neben Rieger auch Schaible den Verein, und vielen schweren Verletzungen, kämpfte Kaufmann mit seiner Mannschaft bis Saisonende gegen den Abstieg. Beim Hegauer FV kam es am letzten Spieltag zum direkten Abstiegsduell. Ein Sieg hätte für Wacker den Klassenerhalt bedeutet. Doch am Ende stand eine 1:3-Niederlage, welche den erstmaligen Abstieg in die Viertklassigkeit zur Folge hatte.

### Rückkehr in die Regionalliga
Ausgerechnet mit dem 20-jährigen Vereinsjubiläum mussten die Wacker-Frauen den Gang in die Bayernliga antreten. Trotz des Abstiegs blieb die Mannschaft größtenteils zusammen. Nachdem Dragan Terzić in der Rückrunde der Vorsaison bereits als Interimstrainer fungierte, wurde er zur neuen Saison offiziell als Trainer installiert. Als Tabellenführer und ohne Niederlage ging die Elf von Terzić in die Winterpause. Wegen COVID-19 wurde der Rückrundenauftakt gegen den SV Frauenbiburg im März 2020 abgesagt. Drei Monate später wurden alle Ergebnisse der bisherigen Bayernliga-Saison 2019/20 des FFC annulliert und der Verein durfte in der Regionalliga Süd 2020/21 antreten. Beim diesmal vom BFV via Losverfahren entschiedenen Teilnahme am DFB-Pokal 2020/21 zog der FFC Wacker gegen den SV 67 Weinberg den Kürzeren. Salih Aydogan, ehemaliger Organisationsleiter der Profis der SpVgg Unterhaching, übernahm im Oktober 2020 die Vereinsführung des FFC Wacker und gab das Ziel „Wiederaufstieg in die 2. Bundesliga“ vor. Die Regionalliga-Saison 2020/21 wurde in zwei Qualifikationsgruppen mit je sieben Teams gestartet; auch in dieser Saison wurde aber die komplette Rückrunde wegen der Maßnahmen zur COVID-19-Pandemie in Bayern abgesagt, so dass der FFC Wacker die Saison nach nur sechs Spielen auf dem sechsten Platz abschloss. Im Sommer 2021 löste Salah Gahlul Dragan Terzić als Cheftrainer ab, Dennis Hoffmann wurde Co-Trainer. Im Juni 2022 gelang es dem FFC Wacker erstmals seit 2017 wieder, den Verbandspokal des BFV zu gewinnen und sich so sportlich für die Teilnahme am DFB-Pokal 2022/23 zu gewinnen, wo allerdings bereits nach der ersten Runde gegen den FC Ingolstadt 04 für das seit Februar 2022 von der ehemaligen türkischen Nationalspielerin Çağla Korkmaz trainierte Team Schluss war. In der Liga gelang 2023 mit einem dritten Platz das beste Ergebnis seit acht Jahren, der Sieg im Verbandspokal 2023 konnte erfolgreich verteidigt werden. Im Februar 2024 wurde die Versicherungsgruppe die Bayerische neuer Hauptsponsor des FFC Wacker.

## Erfolge
- Aufstieg in die 1. Frauenfußball-Bundesliga 1992 und 1994
- Qualifikation für die 2. Frauenfußball-Bundesliga Süd 2004
- Aufstieg in die Regionalliga Süd 2003 und 2020
- Bayerischer Meister 1990/91, 1991/92, 1993/94, 2002/03
- Bayerischer Pokalsieger 1992, 1994, 1996, 2017[15], 2022,[16] 2023[13]

## Statistik
| Saison | Liga                    | Platz | S  | U   | N  | Tore  | Punkte | DFB-Pokal          | Erfolgreichste Torschützin |
| --- | ----------------------- | ----- | -- | --- | -- | ----- | ------ | ------------------ | -------------------------- |
| 1991/92 | Verbandsliga Bayern Süd | 0     | 0  | 0   | 0  | -:-   | -:-    | 2. Runde           |                            |
| 1992/93 | Bundesliga Süd          | 09.   | 01 | 010 | 07 | 17:28 | 12:24  | nicht qualifiziert |                            |
| 1993/94 | Verbandsliga Bayern Süd | 01.   | 0  | 0   | 0  | 0:0   | 0      | -                  |                            |
| | Meisterrunde Bayern     | 01.   | 02 | 0   | 0  | 4:0   | 4:0    |                    |                            |
| | Aufstiegsrunde          | 01.   | 06 | 01  | 0  | 26:1  | 11:1   |                    |                            |
| 1994/95 | Bundesliga Süd          | 09.   | 01 | 07  | 10 | 17:45 | 09:27  | nicht qualifiziert |                            |
| 1995/96 | Verbandsliga Bayern Süd | 02.   | 07 | 02  | 0  | 40:04 | 23     | 2. Runde           |                            |
| | Meisterrunde Bayern     | 03.   | 05 | 02  | 03 | 20:14 | 17     |                    |                            |
| 1996/97 | Verbandsliga Bayern Süd | 01.   | 08 | 01  | 01 | 36:08 | 25     | 2. Runde           |                            |
| | Meisterrunde Bayern     | 02.   | 06 | 02  | 02 | 23:10 | 20     |                    |                            |
| 1997/98 | Verbandsliga Bayern Süd | 02.   | 07 | 02  | 01 | 38:11 | 23     | nicht qualifiziert |                            |
| | Meisterrunde Bayern     | 02.   | 07 | 01  | 02 | 19:07 | 22     |                    |                            |
| 1998/99 | Bayernliga              | 08.   | 05 | 01  | 12 | 25:34 | 16     | nicht qualifiziert |                            |
| 1999/00 | Bayernliga              | 05.   | 08 | 04  | 06 | 32:41 | 28     | nicht qualifiziert |                            |
| 2000/01 | Bayernliga              | 03.   | 09 | 02  | 05 | 46:20 | 29     | nicht qualifiziert |                            |
| 2001/02 | Bayernliga              | 02.   | 12 | 04  | 02 | 45:19 | 40     | nicht qualifiziert |                            |
| 2002/03 | Bayernliga              | 01.   | 12 | 04  | 02 | 43:16 | 40     | nicht qualifiziert |                            |
| 2003/04 | Regionalliga Süd        | 07.   | 06 | 03  | 09 | 22:41 | 21     | nicht qualifiziert |                            |
| 2004/05 | 2. Bundesliga Süd       | 05.   | 07 | 09  | 04 | 34:30 | 30     | nicht qualifiziert | Ines Rechl (7)             |
| 2005/06 | 2. Bundesliga Süd       | 08.   | 05 | 07  | 10 | 31:32 | 22     | 1. Runde           | Andrea Siemer (6)          |
| 2006/07 | 2. Bundesliga Süd       | 09.   | 07 | 04  | 11 | 18:32 | 25     | 2. Runde           | Johanna Loistl (7)         |
| 2007/08 | 2. Bundesliga Süd       | 10.   | 05 | 05  | 12 | 22:52 | 20     | 2. Runde           | Helene Brevárt (4)         |
| 2008/09 | 2. Bundesliga Süd       | 09.   | 07 | 03  | 12 | 28:45 | 24     | 1. Runde           | Helene Brevárt (8)         |
| 2009/10 | 2. Bundesliga Süd       | 10.   | 05 | 04  | 13 | 27:42 | 19     | 2. Runde           | Annika Fröhlich (8)        |
| 2010/11 | Regionalliga Süd        | 03.   | 13 | 04  | 03 | 36:13 | 43     | 1. Runde           | Annika Fröhlich (9)        |
| 2011/12 | Regionalliga Süd        | 09.   | 04 | 01  | 13 | 19:44 | 13     | nicht qualifiziert | Julia Dietsch (4)          |
| 2012/13 | Regionalliga Süd        | 03.   | 12 | 02  | 08 | 36:27 | 38     | nicht qualifiziert | Christina Kokoviadou (16)  |
| 2013/14 | Regionalliga Süd        | 10.   | 04 | 08  | 10 | 18:32 | 20     | 1. Runde           | Bernadett Angstwurm (4)    |
| 2014/15 | Regionalliga Süd        | 02.   | 12 | 06  | 04 | 39:20 | 42     | nicht qualifiziert | Bernadett Angstwurm (9)    |
| 2015/16 | Regionalliga Süd        | 09.   | 09 | 01  | 12 | 36:39 | 28     | nicht qualifiziert | Katrin Hartmannsegger (11) |
| 2016/17 | Regionalliga Süd        | 07.   | 09 | 04  | 09 | 26:35 | 31     | nicht qualifiziert | Verena Pfeifer (5)         |
| 2017/18 | Regionalliga Süd        | 07.   | 12 | 05  | 09 | 46:38 | 41     | 1. Runde           | Verena Pfeifer (10)        |
| 2018/19 | Regionalliga Süd        | 12.   | 07 | 01  | 18 | 36:64 | 22     | nicht qualifiziert | Verena Pfeifer (9)         |
| 2019/20 | Bayernliga*             | -     | -  | -   | -  | -:-   | -      | nicht qualifiziert | -                          |
| 2020/21 | Regionalliga Süd        | 6.    | 2  | 1   | 3  | 10:15 | 7      | nicht qualifiziert |                            |
| 2021/22 | Regionalliga Süd        | 4.    | 7  | 2   | 7  | 30:25 | 23     | nicht qualifiziert | Kira Winter (9)            |
| 2022/23 | Regionalliga Süd        | 3.    | 16 | 0   | 8  | 53:34 | 48     | 1. Runde           | Sonja Kolb (11)            |
| 2023/24 | Regionalliga Süd        | 6.    | 10 | 4   | 8  | 43:36 | 34     | 1. Runde           | Lisa Flötzner (19)         |
| 2024/25 | Regionalliga Süd        | 3.    | 13 | 5   | 4  | 47:34 | 44     | nicht qualifiziert | Sonja Kolb (11)            |
| Anmerkung: Grün unterlegte Spielzeiten kennzeichnen einen Aufstieg, rot unterlegte Spielzeiten einen Abstieg. |                         |       |    |     |    |       |        |                    |                            |

(bis 1999 als FC Wacker München, danach als FFC Wacker München 99)
* ohne Wertung für den FFC Wacker, alle Spiele des Vereins wurden annulliert.

## Persönlichkeiten

### Spielerinnen
- Nadine Angerer
- Roswitha Bindl
- Nathalie Bischof
- Julia Dietsch
- Annika Fröhlich
- Veronika Gratz
- Katrin Hartmannsegger
- Vroni Hesse
- Kathrin Hosemann
- Rebecca Huyleur
- Christina Kokoviadou
- Çağla Korkmaz
- Kathrin Lehmann
- Johanna Loistl
- Louisa Nöhr
- Ines Ortner-Bach
- Christine Paul
- Sissy Raith
- Anida Salkanović
- Ulrike Schmetz
- Bärbel Weimar
- Stefanie Wiesmann

## Trainer
- Fritz Bank 1993–1994
- Meryem Yamak 1994–1995
- Udo Hagen 1995–1996

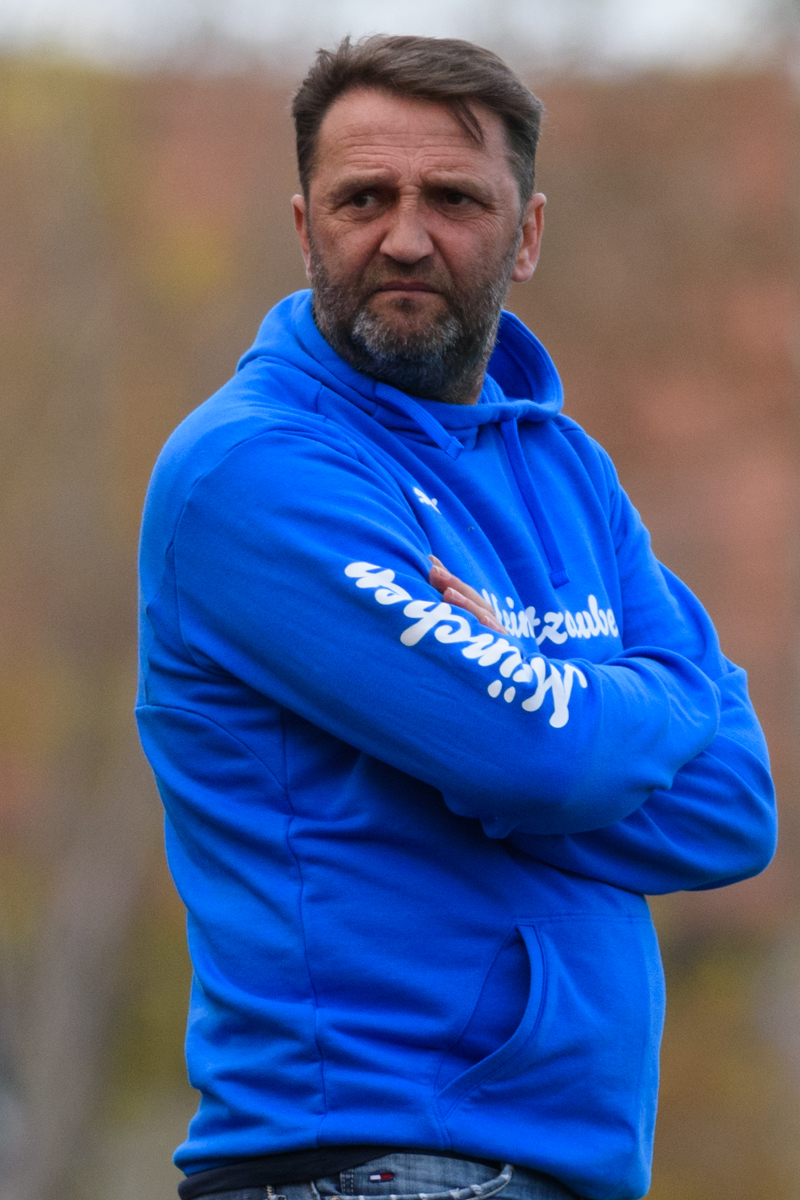
Dragan Terzić, 2019

- Christine Mayerhofer/Karl Pröbstl 1996–
- Robert Ohl 1997–
- Karl Pröbstl 1999–2000
- Axel Eichstätt/Angelika Lichtenegger 2000–
- Norbert Düwel 2002–2005
- Wilhelm Link 2005–2008
- Thorsten Zaunmüller 2008–2010
- Torsten Just 2010–2011
- Andrea Wolfrum 2011–2013
- Stefan Schubert 2013–2018
- Christian Kaufmann 2018/19
- Dragan Terzić 2019–2021
- Salah Gahlul 2021–2021
- Çağla Korkmaz 2022–

## Stadion

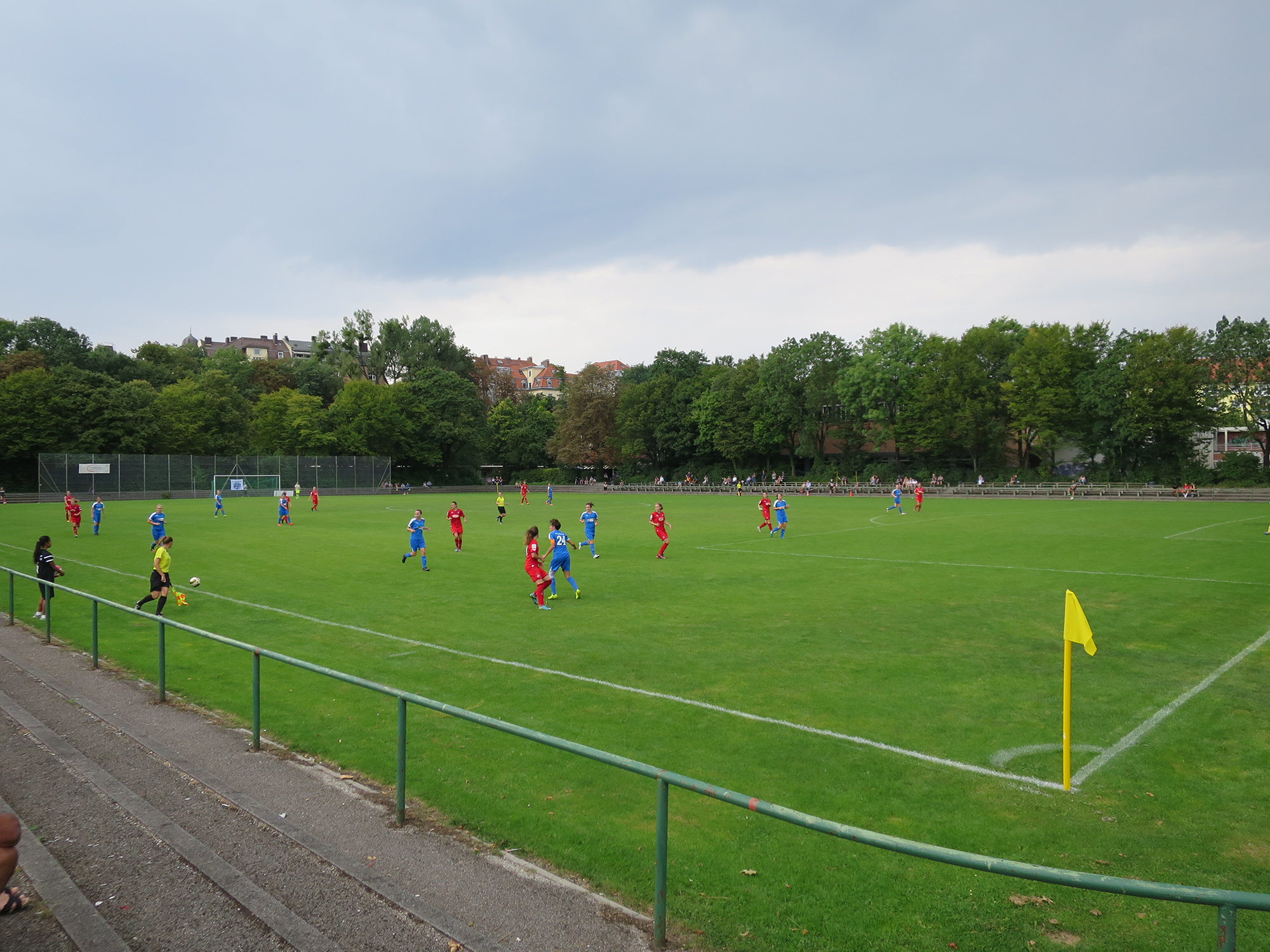
Der Hauptplatz der Anlage, 2017

Der FFC Wacker trägt seit jeher seine Heimspiele auf der Bezirkssportanlage Untersendling an der Demleitnerstraße aus, welche er sich mit dem FC Wacker München und Hellas München teilt. Neben dem Hauptplatz verfügt die Anlage auch über einen Kunstrasenplatz, auf dem die Frauen des FFC den Großteil ihrer Spiele, vor allem in den Herbst und Wintermonaten, bestreiten. Wegen Baufälligkeit ist die Zuschauerzahl auf dem Hauptplatz aktuell auf 900 Zuschauer begrenzt.
Im Hinblick auf einen angestrebten Aufstieg in die 2. Bundesliga ist die Vereinsführung auf der Suche nach geeigneten Spielstätten. So wurden Gespräche zu einer möglichen Mitnutzung des Sportparks Unterhaching begonnen sowie ein Antrag zur Nutzung des Städtisches Stadions an der Grünwalder Straße gestellt.
Zur Saison 2024/25 erfolgte schließlich der Umzug an die Grünwalder Straße.

## Auszeichnungen
Der FFC Wacker legt großen Wert auf die Nachwuchsarbeit. Im Jahre 2002 wurde der Verein von der Sepp-Herberger-Stiftung ausgezeichnet. Zum 20-jährigen Jubiläum wurde der Verein durch den Münchner Oberbürgermeister Dieter Reiter, mit dem Bürgerpreis für soziales Engagement, ausgezeichnet.

## Sonstiges
Während der Saison 2004/05 begleitete der Münchner Regisseur Rainer Holzemer den FFC Wacker. Daraus entstand später die Fünfteilige Doku-Serie „Ballsaison“, welche im Mai 2006 auf dem Kultursender Arte erstmals ausgestrahlt wurde.